# 宝治戸池

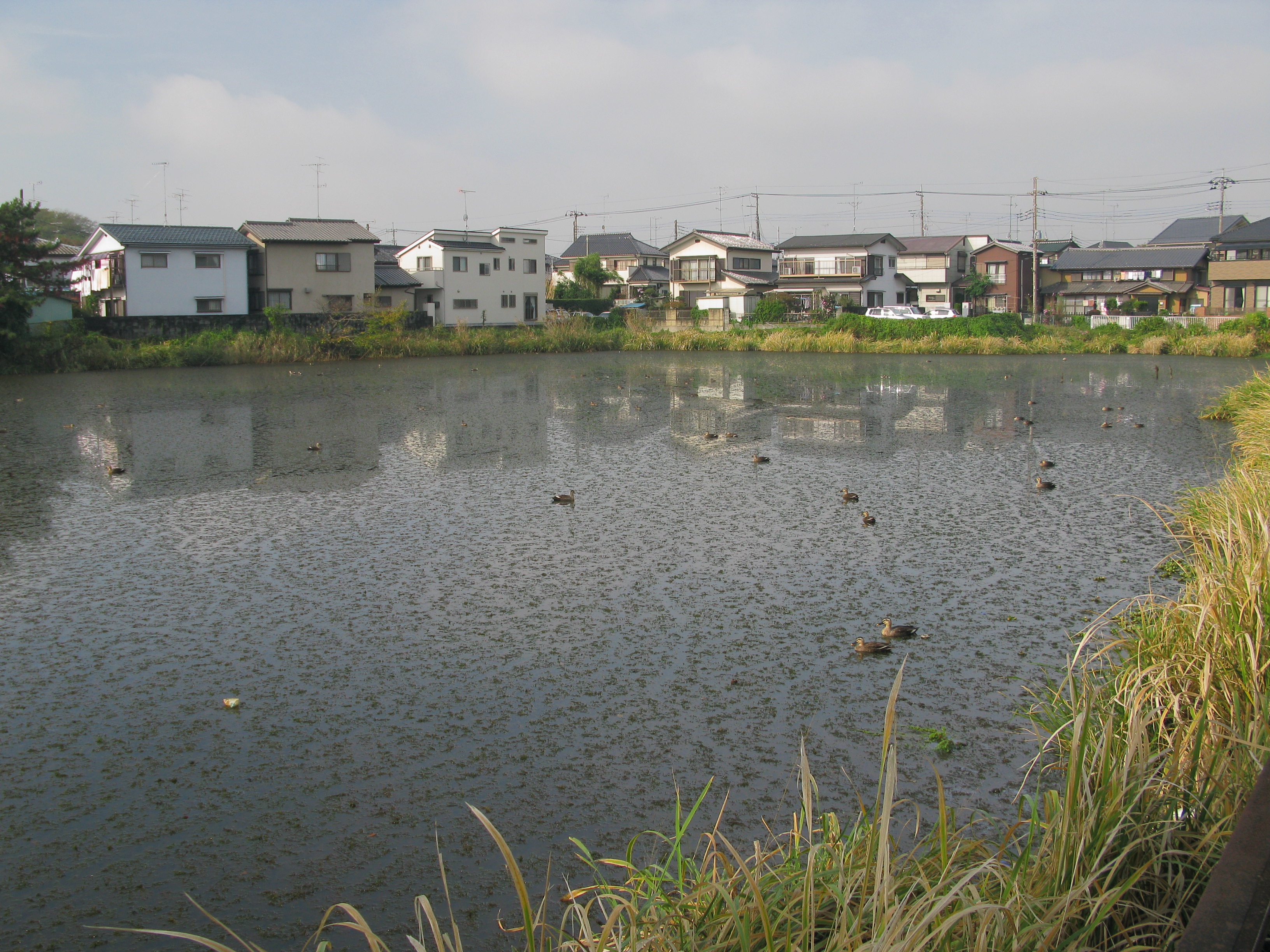
宝治戸池（2011年11月）

宝治戸池（ほうじどいけ）は、埼玉県久喜市栗橋北に所在する池である。

## 概要
1742年（寛保2年）に発生した浅間川（利根川旧流路の一つ）の氾濫により形成された池である。かつては現在よりも広い池であったが、埋め立てなどにより今日では周囲が約350 m程となっている。別名として大池（おおいけ）とも称されている。現在、池の場所は私有地であり、柵が設けられ立ち入りは制限されている。また、池の北側は沿道によって至近を通行できるが、西・南・東側は池の周囲が宅地となっているために池畔沿いは通行できない。しかし、宅地沿いに池を周回する道路は存在する。
池にまつわる伝承として、「金の延べ棒が池底に沈んでいる。」というものがあり、潜水夫が池を調査したが発見はできなかった。

## 所在地
- 〒349-1101 - 埼玉県久喜市栗橋北1丁目

## 周辺
- 久喜市
- 利根川
- 埼玉県道60号羽生外野栗橋線
- 埼玉県道147号栗橋停車場線
- 東北本線（宇都宮線）
- 香林寺池